# Volemia
Volemia é um termo médico para a quantidade de sangue circulando no corpo. Em um humano adulto, ela é de aproximadamente 75 ml/kg, logo um homem de 60 kg possui cerca de 4,5 litros de sangue. Quando essa quantidade decresce (geralmente por causa de uma hemorragia, desidratação ou problemas renais), se dá o nome de hipovolemia, e caso fique abaixo de 80–70% do original causa choque volêmico. É chamada de hipervolemia quando, pelo contrário, ela é excessiva por conta de absorção de líquidos em excesso (geralmente por desequilíbrio hidroeletrolítico ou desequilíbrio ácido-básico, por medicamentos ou intencionalmente em certos procedimentos cirúrgicos).
Frequentemente a volemia é inferida pelo peso, mas pode ser necessário saber a volemia mais precisamente para a administração de medicamentos sensíveis, nos quais pequenas doses causam grandes alterações, como anestésicos e toxinas potentes.
Reposição volêmica se refere às técnicas utilizadas para repôr o sangue perdido no caso de uma hipovolemia, diminuir o volume no caso de hipervolemia e aos procedimentos para manter ele estável quando houver risco de alterações (como transfusão de sangue).